# Латвійська національна бібліотека

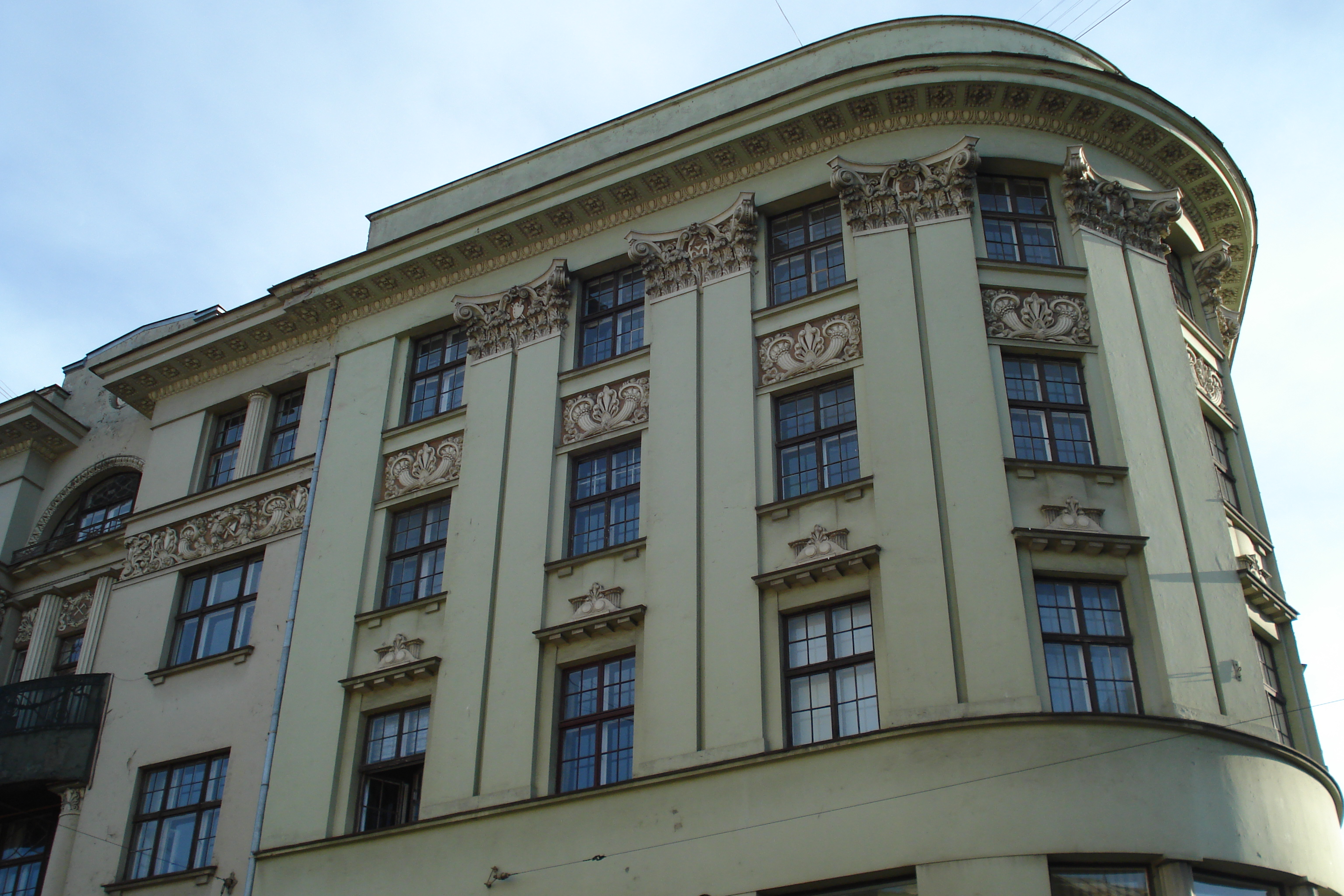
Головна історична будівля бібліотеки, вулиця Крішьяніс Барона 14

Національна бібліотека Латвії (НБЛ) є національним культурним закладом, що знаходиться під керівництвом латвійського Міністерства культури.
Сьогодні бібліотека відіграє важливу роль у розвитку Латвійського інформаційного простору, допомагає при забезпеченні доступу в Інтернет для жителів і підтримки наукових досліджень та безперервної освіти.

## Історія
Латвійська Національна бібліотека була утворена в 1919 році після проголошення незалежної Латвійської Республіки. Першим керівником Бібліотеки був Яніс Місінс, бібліотекар і засновник латиського наукової бібліографії (1862—1945).
У 1920 році Державна бібліотека Латвії почала приймання примірників латвійських друкованих видань.
У 1924 році Латвія приєдналася до Брюссельської конвенції, яка передбачає, про міжнародний обмін друкованої продукції, опублікованій при державному фінансуванні — офіційних документів, наукових та літературних видань.
У 1949 році видання національного бібліографічного покажчика «Прес-Хроніка» (з 1957 року — «Прес-Хроніка Латвійської РСР»).
З 1950 року почали діяти публікації аналітичного бібліографічного видання «Хроніка журнальних і газетних статей».
У 1958 році до Бібліотеки приєднано новостворений Департамент музики.
У 1968 році Державна бібліотека Латвії організувала перший семінар — літній табір для латвійських, литовських і естонських бібліотек (LiLaEst).
1988 року Рада Міністрів Латвійської РСР ухвалила рішення про будівництво нової будівлі Державної бібліотеки.
У 1992 році був прийнятий Закон Латвійської Республіки «Про Національні бібліотеки Латвії».
У 1993 НБЛ стала членом Конференції директорів європейських національних бібліотек (CENL).
У 1997 році при бібліотеці створена інформаційна мережа, для реалізації проєкту LATLIBNET.
З 1999 року почалося будівництво сховища для цифрової обробки видань, за проєктом «Спадщина 1: збереження Латвійських видань (1822—1940)».
У 2000 пройшло 475 років з тих пір як вийшла перша книга на «загальній Лівонській, Латиській та Естонії мовах». Запуск в НБЛ електронного каталогу.
У 2001-у введені карти об'єднаного читацького Консорціуму бібліотек.
15-я щорічна зустріч CENL відбулася в Ризі.
У 2002 році Банк Латвії випустив монету в один лат із зображенням нової будівлі НБЛ.
Парламент Латвійської Республіки прийняв закон про нове приміщення для НБЛ.
В 2004 році почалось розчищення будівельного майданчика для НБЛ. У 2006 році була заснована Національна цифрова бібліотека Латвії Letonica.
НБЛ стає повноправним членом бібліотечного порталу Європейська бібліотека.
У 2007 НБЛ включена до списку національних науково-дослідних інститутів.
У 2008 році почалося будівництво нового будинку для НБЛ (архітектор — Гунарс Біркертс).

## Місія
Місія НБЛ полягає у сприянні вільного і винахідницького використання культурної і наукової спадщини Латвії, для того, щоб сприяти освіченості, дослідженню, розвитку знань і якості життя кожного громадянина Латвії.
НБЛ співпрацює з багатьма бібліотеками, організаціями та установами як в Латвії так і в світі, з метою обміну професійним досвідом та знаннями.
Бере участь у міжнародних бібліотечних організаціях IFLA, CENL, CDNL, CERL, EBLIDA, ELAG, LIBER, IAML, IBBY, Bibliotheca Baltica і т. д.;
Участь у міжнародних організаціях ЮНЕСКО, ISO, IASA, ICON, IGELU, IPC та установах ISBN, ISSN та ISMN.
Реалізує спільні міжнародних проєктів і програм;
Співробітництво з міжнародними організаціями, іноземними посольствами в Латвії та посольствами Латвії за кордоном, з метою інформатизації культурних центрів для просування культурної спадщини Латвії;
Міжнародний обмін документами та участь у міжнародних книжкових ярмарках

## Колекції
Однією з характерних наріжних каменів НБЛ, який характеризує кожну національну бібліотеку, є формування колекції національної літератури, її вічне зберігання і довгостроковий доступ.
НБЛ є центром теоретичних досліджень і практичних аналізів діяльності латвійських бібліотек. Діє масивний зведений каталог «Стародавні друки в Латвії 1525—1855» (опублікований в Ризі, 1999)
НБЛ охоплює кілька колекцій картин художників Оскара Штейнбергса (1882—1937), Сигізмунда Відберга (1890—1970), Рауля Дюфі (1877—1953), Бернхарда Борхерта (1863—1945), Ніклавса Струнці (1894—1966) та ін.

## Національна цифрова бібліотека
Оцифрування колекції у НБЛ почалась в 1999 році. У 2006 році була сформована Латвійська Національна цифрова бібліотека Letonica, яка має оцифровані колекції газет, фотографій, карт, книг, листів-музики і аудіо записів.
У 2008 році був запущений другий цифровий проєкт. Це Periodika.lv — збір оцифрованих історичних видань в Латвії з можливістю читання повних текстів та пошуку по сторінках.
У Латвії є традиція проведення Свята пісні й танцю, що організовується кожні чотири роки. З історичними матеріалами від першого фестивалю в 1873 році до сьогодення можна ознайомитись в іншій цифровій колекції Національної бібліотеки Латвії Latviešu Dziesmu svētki.

## Нова будівля

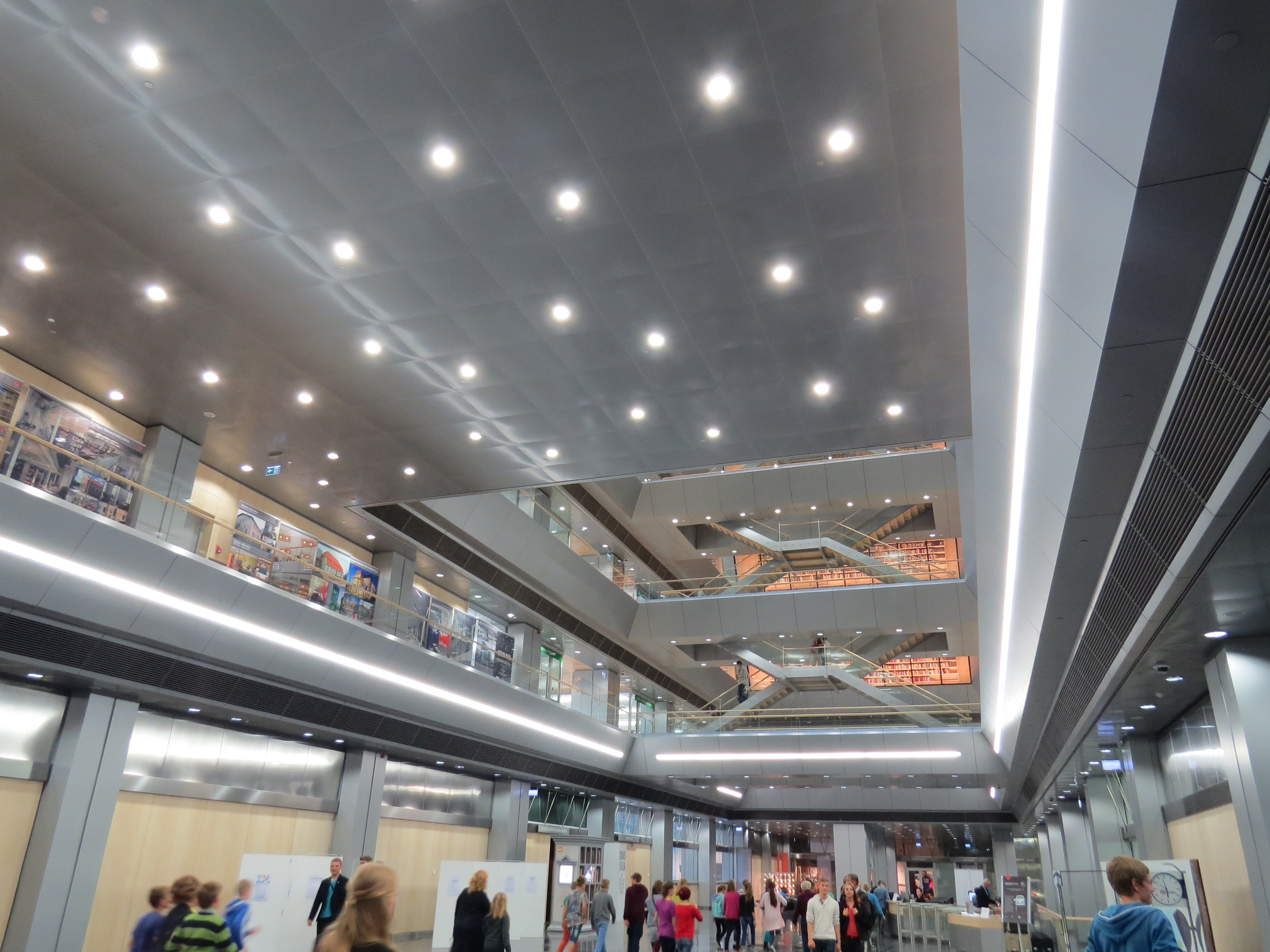
Інтер'єр бібліотеки

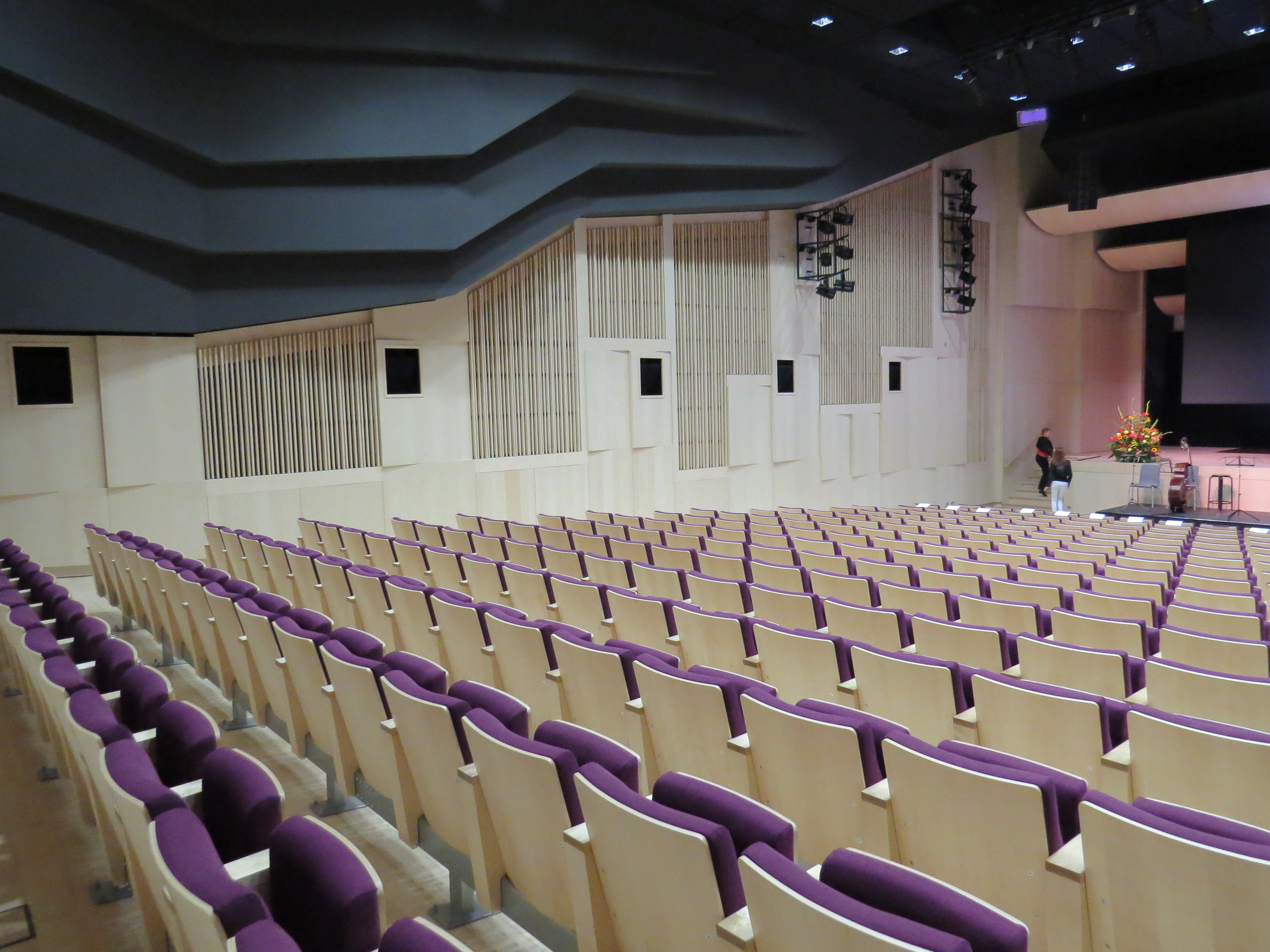
Конференц-зал Ziedonis

15 травня 2008, після обговорення, які тривали протягом багатьох років, державне агентство Три Нових Брата і Союз Національних Будівельних Компаній підписали контракт на будівництво нової Національної бібліотеки Латвії.
Поточні проєкти
LIBER 43 щорічна конференція
Розробка цифрових бібліотечних послуг
Ефективне застосування навчальних посібників для підвищення кваліфікації в бібліотечній галузі
Europeana «Поінформованість»
Europeana «Всередині»
Europeana «Газети»
Europeana «Пісні»
Виставка «Книга 1514—2014» і Академічні читання «Зміст 21-го століття»
Вплив цифрових текстових та мультимедійних форматів на дитяче навчання: багатовимірний підхід